# Агномен
Агномен — це особисте прізвисько в давньоримських іменах.

## Давньоримські імена
Взагалі, римське ім'я складалося з 4 частин:
- преномена — особистого імені, яке хлопчик отримував на восьмий або дев'ятий день після народження,
- номена — імені роду,
- когномена — прізвисько, яке давали кому-небудь з родичів, і яке надалі могло стати назвою фамілії (лат. familia),
- агномена — особисте прізвисько, що давалося за які-небудь заслуги або особливості зовнішності.

Оскільки преномен, номен і когномен передавалися у спадок, то агномен часто ставав необхідністю (перші чотири сини успадковували ім'я батька).

## Приклад
Ім'я третього римського імператора — Гай Юлій Цезар Калігула:
- Гай — преномен (особисте ім'я),
- Юлій — номен (тобто з роду Юліїв),
- Цезар — когномен (з родини Цезарів),
- Калігула — особисте прізвисько.